# Secretaría de Seguridad Pública

SSP

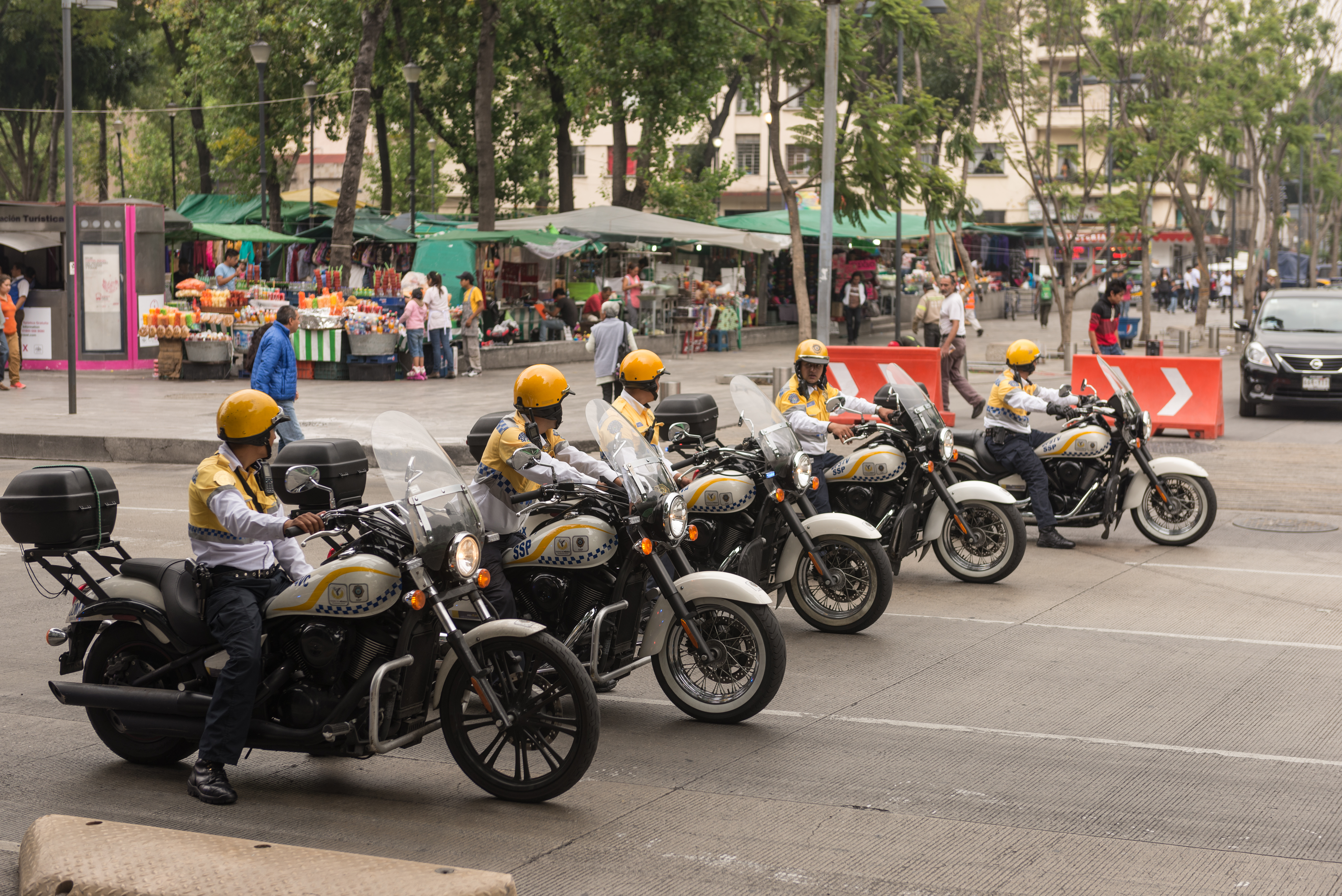
Motorräder der SSP 2015 in Mexico D. F.

Das Secretaría de Seguridad Pública (SSP) war das politische Sekretariat (der Regierung) für Öffentliche Sicherheit in Mexiko. Als Sekretariat der Regierung war es vergleichbar mit einem Ministerium auf oberster Regierungsebene eines Staates.
Die Behörde war 2000 gegründet worden und wurde per 3. Januar 2013 durch die Comision Nacional de Seguridad ersetzt.
Mexiko war einer der Staaten, in dem der Aufgabenbereich der Inneren Sicherheit durch ein eigenes Regierungsorgan der Ministerienebene wahrgenommen wird. Die üblichen anderen Aufgaben eines Innenministeriums vieler Regierungssysteme werden in Mexiko durch das Secretaría de Gobernación (SEGOB) wahrgenommen.
Das SSP gliederte sich zuletzt in zwei Untersekretariate (Subsecretarías), eines für „Politische Kriminalität“ (Política Criminal) und eines für „Prävention und Bürgerbeteiligung“ (Prevención y Participación Ciudadana), sowie eine Abteilung für „Transparenz, Innovation und Qualität“ (Transparencia, Innovación y Calidad). Dem SSP unterstand auch die Policía Federal (Bundespolizei, ehemals Policía Federal Preventiva) und das Exekutivsekretariat des Nationalrates für öffentliche Sicherheit (Secretariado Ejecutivo del Sistema Nacional de Seguridad Pública - SE-SNSP).

## Leiter
Das Amt eines „Secretario“ / einer „Secretaria“ der Regierung in Mexiko ist vergleichbar mit dem eines Ministers einer Staatsregierung.
| Amtsinhaber                                  | Amtszeit                                     | Präsident                                    | Zeitraum                                     |
| Secretario / Secretaria de Seguridad Pública | Secretario / Secretaria de Seguridad Pública | Secretario / Secretaria de Seguridad Pública | Secretario / Secretaria de Seguridad Pública |
| -------------------------------------------- | -------------------------------------------- | -------------------------------------------- | -------------------------------------------- |
| Alejandro Gertz Manero                       | 2000–2004                                    | Vicente Fox                                  | 2000–2006                                    |
| Ramón Martín Huerta                          | 2004–2005                                    | Vicente Fox                                  | 2000–2006                                    |
| Eduardo Medina Mora                          | 2005–2006                                    | Vicente Fox                                  | 2000–2006                                    |
| Genaro García Luna                           | 2006–2012                                    | Felipe Calderón Hinojosa                     | 2006–2012                                    |
| Manuel Mondragón y Kalb                      | 2012–2013                                    | Enrique Peña Nieto                           | 2012–2013                                    |